# الأنثروبولوجيا في 1900 - 1909
الخط الزمني للأنثروبولوجيا, 1900–1909

## أحداث
1902
تأسست جمعية الأنثروبولوجيا الأميركية .
1906
تأسست مجلة أنثروبوس، (بالإنجليزية: Anthropos)‏.

## ولادات
1902
- ايفانز بريتشارد
- داريل فوردي
- جوليان ستيوارد

1903
- كورا دو بوا
- جيرمين دايتيرلن
- كارل غوستاف ايزيكويتس
- لويس ليكي
- سيغفريد نادل

1905
- ارواتي كارفي
- كلايد كلوكهن
- آشلي مونتاجو
- ايزاك شابيرا

## وفيات
1902
- جون ويسلي باول

1905
- أدولف باستيان
- كارل فيرنيكي

1906
- هوميروس بارنيت
- ماير فورتيس
- غوتورم كجسينغ
- ويلارد بارك